# ミス・アメリカーナ
『ミス・アメリカーナ』（別名：テイラー・スウィフト：ミス・アメリカーナ、原題：Miss Americana）は、アメリカのシンガーソングライター、テイラー・スウィフトのここ数年に迫ったドキュメンタリー映画。監督はラナ・ウィルソン。2020年1月31日にNetflixで配信開始された。1月23日には、サンダンス映画祭で先行公開された。 

## 概要
Netflixは、この作品を「ソングライターやパフォーマーとして、女性としてのありったけの思いを打ち明ける。テイラー・スウィフトの飾らない姿を映し出すドキュメンタリー。」と紹介している。

## クレジット
- 監督：ラナ・ウィルソン

- プロデューサー：モーガン・ネヴィル

　　　　　　　　：ケイトリン・ロジャーズ
　　　　　　　　：クリスティン・オマリー
- 編集：グレッグ・オトゥール

　　　：リンジー・ウッツ
　　　：ポール・マーチャンド
- 音楽：アレックス・サマーズ

- 撮影：エミリー・トッパー

- 主演：テイラー・スウィフト

- 出演：アンドレア・スウィフト（母）

　　　：スコット・スウィフト（父）
　　　：ジョー・アルウィン（Lover）

## リリースまで
テイラー・スウィフトは11月15日、TwitterとInstagramのストーリーにて自身の数年間に迫ったドキュメンタリーをNetflixが制作していることを明かした。この突然の発表は、テイラーが11月末のAmerican Music AwardsでArtist of the Decade（この10年間で最も輝かしい功績を残したアーティストに贈られる。2010年代の終了に際して特別に設けられた。）に表彰されることを受け、当アワードで10年間分の彼女のヒットソングを披露しようとしていた。しかし、テイラーの楽曲の権利（アルバム「Lover」以外）は、以前テイラーが所属していたBig Machine Recordsが保有しており、テイラーがAmerican Music Awards、アリババのイベント、そしてNetflixのドキュメンタリー映画での楽曲を使用することが認められなかったことを告発するものだった。Big Machine側は、テイラーの過去の楽曲の使用を制限したことはないと反論しているが、アリババのイベントでは、テイラーが唯一権利を保有するアルバム「Lover」からの楽曲のみが披露されていた。その後、Big Machineは、AMAと楽曲使用に関するライセンス契約を締結したと発表した。

## オンリー・ジ・ヤング
本ドキュメンタリーにはエンドソングのために「オンリー・ジ・ヤング」が制作されている。この曲は、2018年に行われた米国の中間選挙の結果に落胆したテイラーがプロテスト・ソングとして作詞した。アメリカの銃暴力や学校での銃乱射事件を扱った当曲は、音楽批評家から称賛された。ビルボードデジタルソングセールスチャートで1位を獲得した。

## 影響
2020年のサンダンス映画祭のオープニングナイトでの『ミスアメリカーナ』の初演と、映画祭での事前発表のスウィフトの出演により、映画祭の参加者、牽引力、メディアの報道が増加した。TechCrunchのマシュー・パンサリーノは、「サンダンスに参加して10年近く、『ミス・アメリカーナ』の初演のようなシーンを見たことがない」と述べ、「劇場に入る前の群衆は巨大だった」「チケットを購入した参加者のためのスペースがないだろう」と付け加えた。
アメリカの歌手ケイティ・ペリーは映画を賞賛し、『ミス・アメリカーナ』に感銘を受けたと述べた。彼女は「起こり始めた自己認識」と「多くの脆弱性」を感じたからだ。ペリーは、「自分の[Swift]がそれを世界に示すことができることに本当に興奮していました。物事は完璧ではなく、そうである必要はありません。」と述べた。